# Neustadt an der Waldnaab
Neustadt an der Waldnaab (ufficialmente Neustadt a.d.Waldnaab, in bavarese Naistadl) è un comune tedesco di 5 862 abitanti, situato nel land della Baviera.

## Amministrazione

### Gemellaggi
Neustadt è membro del gemellaggio internazionale "Neustadt in Europa", che riunisce 36 città e comuni che portano nel nome la dicitura Neustadt ("città nuova").